# Regioselettività
In chimica, la regioselettività è la caratteristica di una reazione chimica di procedere preferenzialmente con la rottura o formazione di alcuni determinati legami tra tutti quelli possibili, con la produzione di un dato composto chimico che risulta favorita rispetto a quella di un altro correlato.
In passato il termine era riferito solo alla reazione di addizione di reagenti asimmetrici ed alcheni asimmetrici, oggi il significato è esteso anche alle altre reazioni.

## Gradi di discriminazione
Una data reazione può presentare diversi gradi di regioselettività. Nel caso in cui la discriminazione tra i legami sia totale, si parla di reazione completamente regioselettiva. Al contrario, se il prodotto di reazione su un sito solamente predomina rispetto ai prodotti di reazione sugli altri siti, la reazione si dice parzialmente regioselettiva.
Il grado di regioselettività si può indicare quantitativamente utilizzando le percentuali, oppure riferendosi alla reazione come ad alta o bassa regioselettività. In passato, per indicare una regioselettività del 100% si utilizzava il termine regiospecificità. Tuttavia, la IUPAC non raccomanda questa terminologia a causa della sua incoerenza con i termini stereoselettività e stereospecificità.